# 中川治
中川 治（なかがわ おさむ、1951年2月10日 - ）は、日本の政治家。衆議院議員（2期）、大阪府議会議員（3期）などを務めた。父は寝屋川市議会議員を務めた中川清治。

## 来歴
大阪府寝屋川市出身。大阪府立寝屋川高等学校卒業。大阪市立大学法学部中退。
衆議院議員秘書や、部落解放同盟の研究部門である部落解放研究所勤務等を経て、1991年（平成3年）に大阪府議会議員選挙に日本社会党公認で和泉市選挙区から出馬し、初当選。以後3期連続当選。
2003年の第43回衆議院議員総選挙にて大阪18区（岸和田市、泉大津市、和泉市、高石市、泉北郡忠岡町）から民主党公認で初出馬。保守地盤が厚い地域であり、長年自由民主党所属の中山太郎への支持の強い選挙区であったが、民主党躍進の波に乗り、小選挙区では敗北したものの比例近畿ブロックから比例復活して初当選。
2005年の第44回衆議院議員総選挙でも大阪18区から出馬したが、首相・小泉純一郎率いる自民党の小泉旋風に乗る中山に敗れ、比例復活できず落選。
2009年の第45回衆議院議員総選挙でも大阪18区から出馬。関西の3空港の運営一元化などを含む独自のマニフェスト「泉州八策」を掲げ、中山を破り国政に復帰。
2012年の消費増税をめぐる政局では、6月26日の衆議院本会議で行われた消費増税法案の採決で、党の賛成方針に反して反対票を投じた。民主党は7月3日の常任幹事会で党員資格停止2カ月の処分とする方針を決定し、7月9日の常任幹事会で正式決定した。
同年11月15日、民主党に離党届を提出（離党届は受理されず11月21日付で除籍処分となる）、同月21日、国民の生活が第一に入党することを表明した。同党が合流した日本未来の党の公認候補 として12月16日の第46回衆議院議員総選挙に出馬したが、選挙区で敗れ比例での復活もならず落選。